# Тай, Бенни
Бенни Тай (иер. трад. 戴耀廷, англ. Benny Tai Yiu Ting; род. 1964) — общественный деятель из Гонконга, основал в 2013 движение «Захвати Сентрал с любовью и миром» (или, кратко, «Оккупай Сентрал», от англ. Occupy Central with Love and Peace), целью которого было достижение всеобщего избирательного права на предстоящих выборах Главы администрации Гонконга в 2017 и в Законодательный совет Гонконга в 2020. Был профессором права юридического факультета в Гонконгском университете, откуда уволен в 2020 по формальной причине наличия судимости по делу «Революции зонтиков (2014)».

## Биография

### Рождение, образование
Бенни Тай родился и учился в Гонконге. Он получил академическую степень бакалавра права в Гонконгском университете в 1986 году, там же сертификат практикующего адвоката в 1987 году.

### «Оккупай Сентрал»

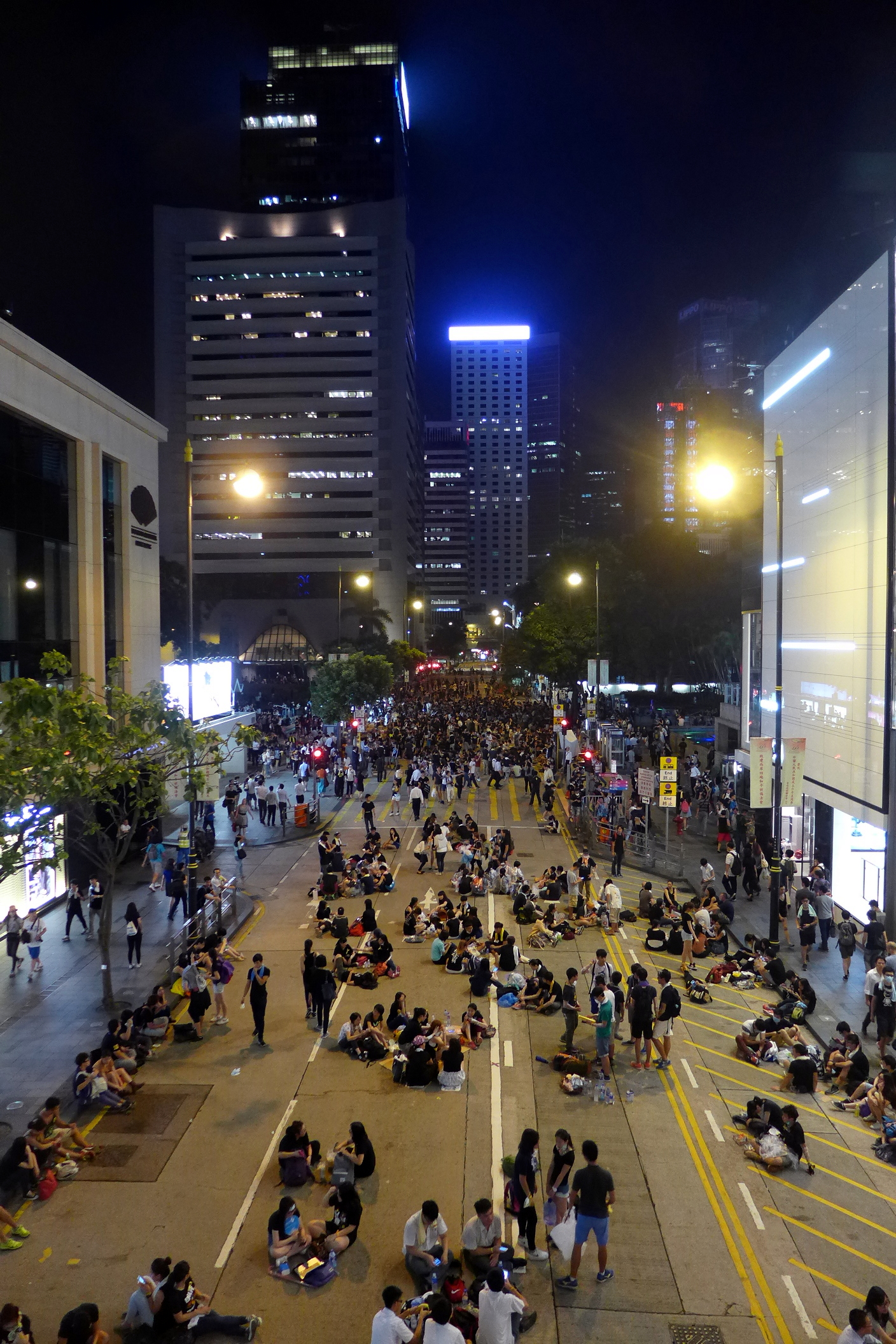
Мирный протест в районе «Сентрал». Гонконг. 29 сентября 2014

Бенни Тай создал движение «Оккупай Сентрал» в 2013 году (также в создании движения принимали активное участие профессор-социолог Чэнь Цзяньминь и баптистский проповедник Чжу Яомин), чтобы подвигнуть правительство Гонконга к началу демократических реформ для того, чтобы гонконгцы могли выбирать главу исполнительной власти и местный парламент самостоятельно, как было обещано после передачи Гонконга Китаю в 1997 году, и зафиксировано в статье 45 Основного закона Гонконга. Однако текст этой статьи предусматривает, что метод избрания главы исполнительной власти «будет определяться в зависимости от конкретной ситуации и в соответствии с принципом постепенности и упорядоченности». Проведение реформы, ведущей к всенародным выборам главы исполнительной власти в Гонконге, на настоящее время не осуществилось.
Своё название движение «Оккупай Сентрал» получило по названию района «Сентрал» — это район Гонконга, деловой центр, где расположен Дом Правительства Гонконга, и где Бенни Тай предполагал проводить мирные демонстрации.
Начиная с 30 сентября 2014, движение в деловом центре Гонконга было парализовано десятками тысяч жителей Гонконга, которые вышли на мирную демонстрацию, чтобы «захватить Сентрал». Демонстрацию вскоре также окрестили «революцией зонтиков», так как многие демонстранты были с зонтиками, которыми они предохранялись сначала от зноя, позднее — от слезоточивого спрея, который применяла полиция против протестующих.

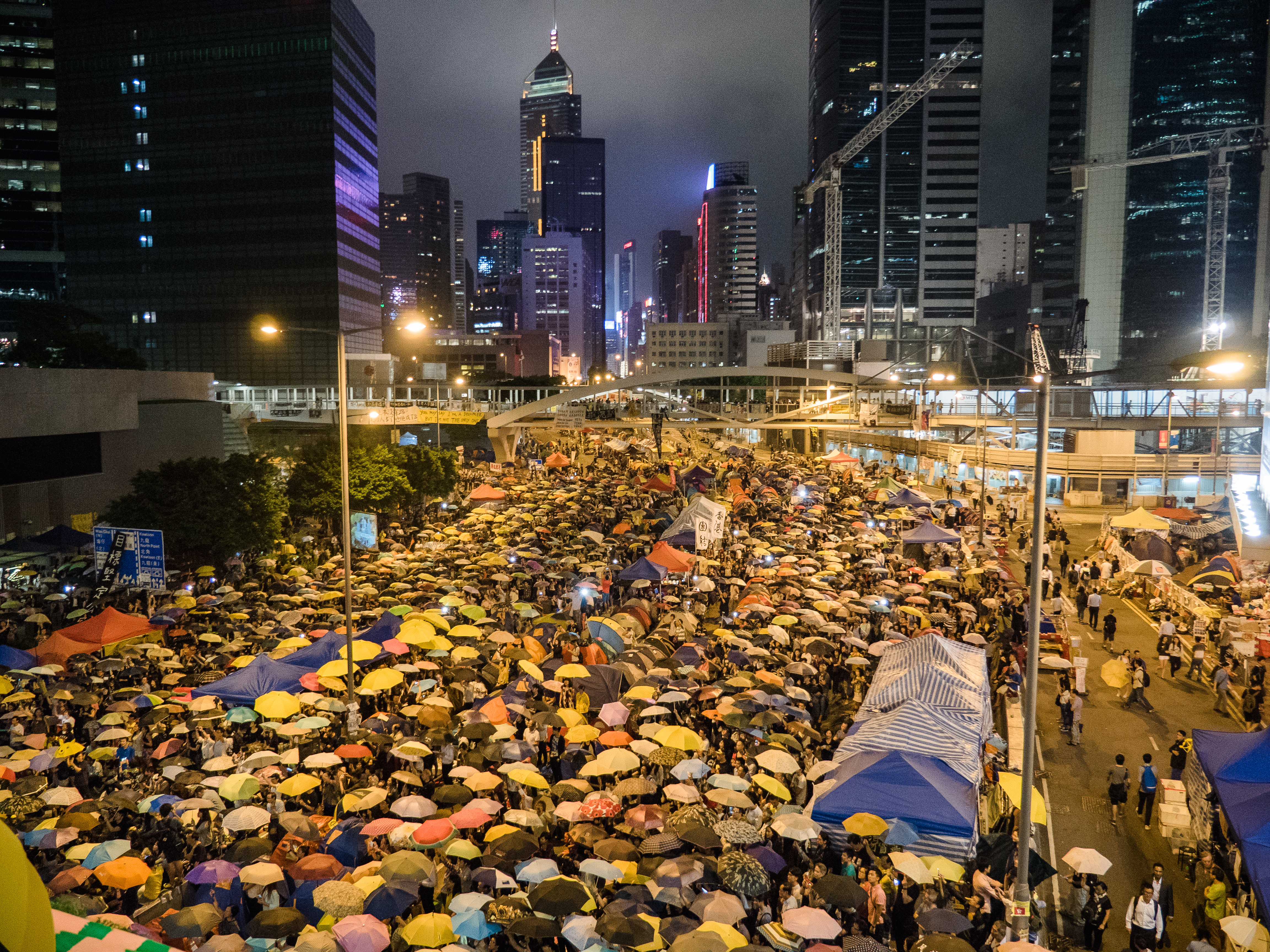
Зонтик стал символом протеста. Нет дождя, но демонстранты под ясным небом Гонконга поют песни с раскрытыми зонтиками. Один из дней «революции зонтиков» в Гонконге. 28 октября 2014

### Заключение в Шек Пик Призон

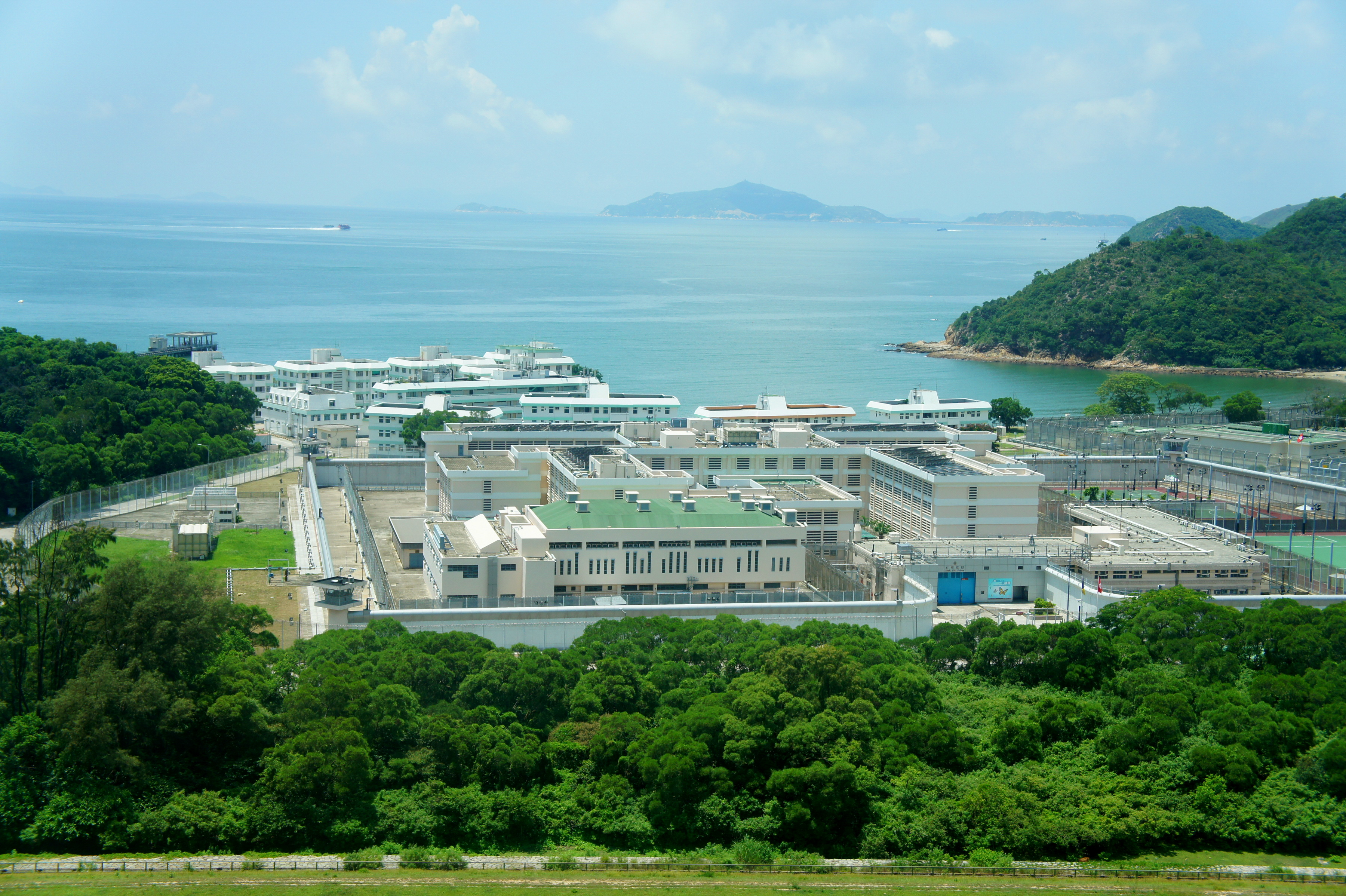
Тюрьма максимального режима безопасности Шек Пик Призон, расположенная на острове Лантау

Бенни Тай, вместе с другими 8 активными участниками «революции зонтиков», был обвинён в нарушении общественного порядка (относительно времён «революции зонтиков» в 2014), и приговорён в апреле 2019 к 16 месяцам тюрьмы. Отбывал 4 месяца заключения в Шек Пик Призон (англ. Shek Pik Prison), тюрьме максимального режима безопасности, расположенной на острове Лантау. В тюрьме Бенни Тай следил через радио и газеты за случившимися на то время в Гонконге многотысячными протестами против законопроекта об экстрадиции преступников, и 5 августа присоединился к всеобщей забастовке, проходившей в Гонконге, отказавшись выполнять обычные работы, назначаемые администрацией, за что на короткое время был помещён в одиночную камеру.
Массовые протесты против противоречивого законопроекта об экстрадиции преступников начались на улицах Гонконга в марте 2019, причиной возникновения протеста было опасение, что законопроект позволит передавать подозреваемых в совершении преступлений на материковый Китай, где суд контролируется коммунистической партией. Протестующие считали, что предложенный правительством законопроект может быть использован китайским правительством против Гонконгских диссидентов и оппозиции.
Бенни Тай написал в одном из писем из тюрьмы, что граждане стали проявлять склонность к жестокости на улицах Гонконга в 2019, потому что власть прежде очень долго отказывалась прислушиваться к требованиям мирных протестов, и мирное решение конфликта может быть найдено лишь с помощью начала проведения демократических реформ.
Суд рассмотрел 15 августа 2019 апелляцию, которую Бенни Тай подал ранее для пересмотра обвинения и приговора, и, отсрочив рассмотрение его апелляции до февраля 2020 года, отпустил его на свободу под денежный залог. Условием освобождения профессора были также сдача документа для заграничных поездок, обязательство не покидать Гонконг, нахождение в указанном постоянном месте проживания.

### Увольнение из Гонконгского университета
Бенни Тай был уволен 28 июля 2020 года из Гонконгского университета советом университета по причине его судимости, вынесенной ему годом ранее относительно его роли в «революции зонтиков» в 2014-м.

### Новый арест

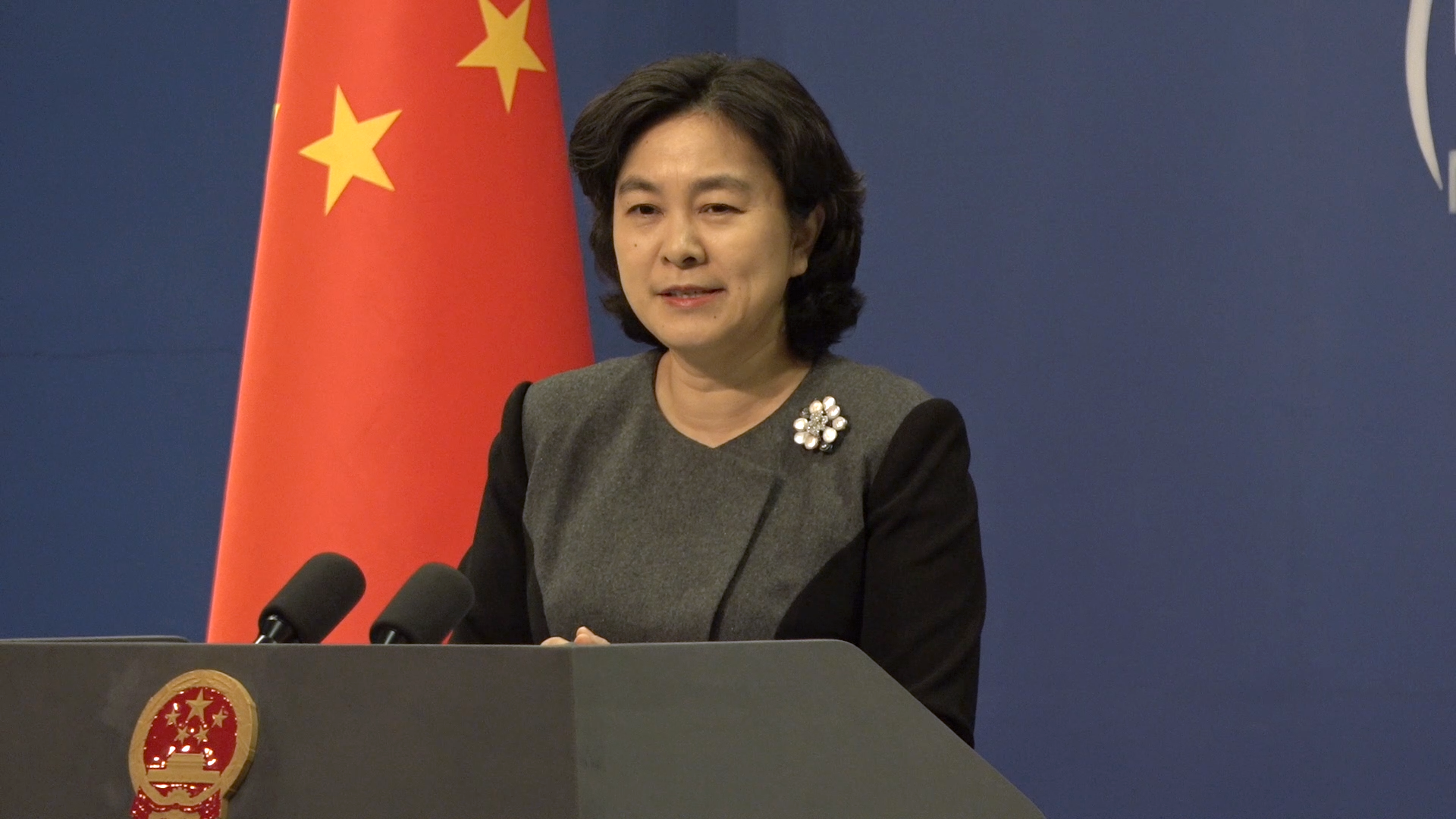
Представитель министерства иностранных дел Китая, Хуа Чуньин, на одной из пресс-конференций

Бенни Тая арестовали по обвинению в попытке свержения власти 6 января 2021 года на основании вошедшего в силу в 2020 году закона о защите национальной безопасности в Гонконге. По этому обвинению в тот день всего было арестовано 53 подозреваемых. Представитель министерства иностранных дел Китая, Хуа Чуньин, заявила, что данные аресты были необходимы, чтобы остановить подрывную работу, спонсируемую иностранными государствами.
По этому делу 19 ноября 2024 года его приговорили к 10 годам заключения. Вместе с Бенни Таем, судьи вынесли 19 ноября приговор 45 обвиняемым. Бенни Тай и ещё несколько обвиняемых признали вину, поэтому приговор для них был смягчён. Непосредственная вина всех обвиняемых состояла в организации предварительных выборов в 2020 году, так как суд решил, что целью предварительных выборов было прохождение кандидатов в Законодательный совет Гонконга с целью нарушения его работы, если бы обвиняемые смогли победить на выборах. «Чтобы добиться успеха, организаторам и участникам, возможно, пришлось бы преодолеть препятствия, что, однако, предполагается в каждом случае подрывной деятельности, когда предпринимались попытки свергнуть или парализовать правительство. Поэтому мы отвергли предположение о том, что Заговор был обречён на провал и что следует вынести более мягкое наказание», — обоснавали решение судьи.
Американский сенатор Марко Рубио, выбранный Дональдом Трампом на пост государственного секретаря в предстоящем правительстве, бывший губернатор Гонконга Крис Паттен, и ряд других политических деятелей осудили процесс и закон о защите национальной безопасности в Гонконге как противоречащие праву и правам человека.